# Pesahim
Pesahim (hebrejsko  פסחים‬, Pesahim, poslovenjeno O praznovanju Pashe) je tretja razprava drugega dela (reda) Mišne in Talmuda  z naslovom Seder Moed (Red praznikov). 
Razprava ima deset poglavij, ki podrobno  razlagajo predpise in zakone, povezane s praznovanji in obredi za praznik Pashe. Mednje spadajo predpisi o čiščenju hiše od ostankov kvašenega kruha, pripravi nekvašenega kruha (macā  ali macōt), grenkih trav za pashalno večerjo, dovoljenih delih in opravilih na praznični dan, o klanju pashalnega jagnjeta, razni zakonski predpisi o pashalni žrtvi in nazadnje predpisi o pashalni večerji (sēder).

## Poglavja
1. אור לארבעה עשר (Or Le'Arba'ah Asar, Svetloba za štirinajst (dni))
2. כל שעה (Kol Sha'ah, Vsako uro)
3. אלו עוברין (Ellu Overin, To so zarodki)
4. מקום שנהגו (Makom Shennahagu, Kje so se navadili)
5. תמיד נשחט (Tamid Nishchat, Zakol)
6. אלו דברים (Ellu Devarim, To so stvari)
7. כיצד צולין (Keytzad Tzolin, Kako colin)
8. האשה (Ha'Ishah, Ženska)
9. מה שהיה (Mah SheHayah, Kaj je bilo)
10. ערבי פסחים (Arvei Fesachim, Praznični večeri)